# Jon Erichsen
Jon Erichsen (eller på islandsk Jón Eiríksson) (31. august 1728 – 29. marts 1787) var en islandsk rentekammerdeputeret, bibliotekar og forfatter.

## Uddannelse og embedskarriere
Jon Erichsen var af islandsk bondeslægt; forældrene var Eiríkur Jónsson og Steinunn Jónsdatter. Han blev født på gården Skálafell i Øster Skaptafells Syssel i det sydøstlige Island. Han udmærkede sig tidlig ved hurtigt nemme og ualmindelig lærelyst; sin forberedende undervisning fik han på sædvanlig islandsk vis om vinteren som kostgænger hos en nabopræst, mens han om sommeren deltog i arbejdet hjemme hos faderen, indtil han 1743 sattes i Skalholt lærde skole. Her kom han i berøring med Ludvig Harboe, der i årene 1741-45 opholdt sig på Island for at inspicere kirke- og skolevæsenet, og vandt hans yndest i så høj grad, at han tilbød at tage ham til sig og sørge for hans fremtid.
Med Harboe, der var blevet udnævnt til biskop over Trondhjem Stift, fulgtes nu Erichsen til Danmark og næste år til Norge. I Trondhjem lærde skole fortsattes derefter hans undervisning, indtil han 1748 dimitteredes til Københavns Universitet. Skønt oprindelig bestemt for teologien kastede Erichsen sig i de første studenterår hovedsagelig over studiet af filologi og filosofi, indtil han efter tilskyndelse af Bolle Willum Luxdorph, hvis amanuensis han var blevet, valgte det juridiske studium. 1758 tog han juridisk attestats og blev det følgende år juridisk professor ved Sorø Akademi. Under sit ophold her 1759-71 sluttede han et nøje venskab med sin kollega, den senere statsmand Ove Høegh-Guldberg, med hvem han synes i meget at have stemmet overens.
2 år efter sin ansættelse giftede han sig (1761) med en pige af københavnsk familie, Christine Marie Lundgaard. 1771 forflyttedes Erichsen til København som kommitteret i det nyoprettede norske Kammer, hvorfra han 1773 overgik som deputeret til Økonomi- og Kommercekollegiet. Fra 1777 var han deputeret i Rentekammeret og General-Toldkammeret, hvor han havde de islandske, færøske, grønlandske og finmarkske sager under sig.
Ved siden af hans egentlige embedsstilling overdroges der ham mange andre hverv, og han benyttedes som medlem af forskellige vigtige kommissioner – ikke alene angående islandske forhold, hvor han havde en ganske særlig sagkundskab, men også med hensyn til undervisningsvæsenet i almindelighed, danske landboforhold m.m. 1779 udnævntes Erichsen til assessor i Højesteret og fik 1781 titel af konferensråd. Hans overordentlige arbejdskraft toges end videre i brug på en helt forskellig måde, i det han 1781 udnævntes til bibliotekar ved det Kongelige Bibliotek, og desuden vedligeholdt han ved siden heraf bestandig sin litterære virksomhed. boglige Sysler omfattede han med forkærlighed; allerede 1756 optrådte han som mMedstifter af tidsskriftet Efterretninger om nye Bøger og lærde Sager i Danmark og Norge etc. for Aar, en konkurrent til det etablerede tidsskrift Lærde efterretninger.
I alle disse stillinger berømmes Erichsen – der i privatlivet var en opofrende ven, en elskværdig og fordringsløs mand – som en højt fortjent embedsmand; med stor arbejdskraft og virkelyst forenede han en ængstelig samvittighedsfuldhed, med grundige kundskaber skarpsindighed og administrativ evne. Hans helbred havde dog aldrig været stærk og nedbrødes mod slutningen af hans liv ved overanstrengelse og sygdom; samtidig viste sig en ved vanskelige embedsforhold fremkaldt nervøs ophidselse, der, forværret vistnok ved en, hos andre af hans slægt påviselig, disposition til depression, bragte ham til frivillig at søge døden. Efter at have som sædvanlig overværet et møde i Rentekammeret steg han ved Langebro ud af sin vogn og styrtede sig fra broen i vandet, hvorfra han døende droges op, og kort efter udaandede han.

## Historikeren
Foruden som højtstående embedsmand indtog Erichsen en betydningsfuld stilling ved den forkærlighed, hvormed han omfattede sin fødeø og dens litteratur. Ved sin ankomst til København som student havde han til dels glemt det islandske sprog, men ved omgang med sine landsmænd på Regensen og ved ivrigt studium af trykte bøger og håndskrifter blev han snart fuldstændig herre over det. Sin interesse for oldlitteraturen viste han ved en række afhandlinger over nordiske antikviteter, som han tid efter anden udgav, alle på latin (om de gamle nordboers egennavne, om deres udenlandsrejser og forkærlighed for heste, om barneudsættelse, om berserkere, om drømme og ånder). Af oldnordiske teksters offentliggørelse har han på flere måder fortjeneste; således skyldes det hans arbejde, at den af Hálfdán Einarsson forberedte udgave af Kongespejlet udkom i en tilfredsstillende skikkelse (1768), og efter at han 1772 var blevet medlem af den Arnamagnæanske kommission, befordrede han ivrig dennes virksomhed og udarbejdede selv kommentarer til Gunnlaugs saga m. v.
Selvstændig har han udgivet et islandsk genealogisk æredigt fra 12. århundrede (Jon Loptssons Encomiast, 1787) med nogle tillæg. Sin landsmand Thormod Torfæus, som først rigtigt havde fremdraget og bearbejdet den historiske sagalitteratur, ofrede han en udførlig biografi, som dog ved hans død endnu ikke var fuldt afsluttet.
Han blev i 1777 medlem af Det kongelige danske Selskab for Fædrelandets Historie.

## Følelser for Island
Over for islænderne selv følte Erichsen, at det først og fremmest gjaldt om at hæve deres økonomiske forfatning, og da man derfor 1779 tilbød ham formandspladsen i det nystiftede islandske litteraturselskab (Lærdomslistafélag), satte han igennem, at selskabets hovedopgave blev praktisk oplysning, og forfattede i de følgende år adskillige afhandlinger om næringsveje og lign. til optagelse i dettes skrifter. Den samme interesse for islandske forhold, som viser sig i hans forkærlighed for litteraturselskabet, hvis formand han vedblev at være til sin død, lagde han for dagen ved udgivelsen, omarbejdelsen og forbedringen af værker som Jón Árnasons Islandske Rettergang, det danske uddrag af Páll Jónsson Vidalins afhandling om Islands opkomst Deo, Regi, Patriæ, Eggert Ólafsson og Bjarni Pálssons Rejse igjennem Island, Ólafur Ólafssons
Økonomiske Rejse i Island (denne sidste af ham forøget med en værdifuld "Forberedelse") m.fl., foruden bidrag angående Island til forskellige forfattere.
Selv udsendte han et par meddelelser om vulkanudbrud på Island samt en undersøgelse angående den tjenligste indretning af den islandske handel (1783). I direktionen for den islandske handel havde Erichsen siden 1774 haft sæde, og hans betænkning angående islandske sager indhentedes jævnlig. Islands daværende ulykkelige tilstand hvilede tungt på ham, og de mod slutningen af hans liv fra regeringen udgåede planer til indgribende forandringer i forholdene var han dels en bestemt modstander af, dels meget betænkelig ved. At hans anskuelser ikke kunne trænge igennem hos højere vedkommende, tog han sig meget nær; ildesindedes kabaler og mistanken om, at et modparti søgte at trænge ham til side, synes yderligere at have nedtrykt ham, og under sådanne forhold var det, at hans liv så sørgelig afsluttedes.

## Bibliotekaren
Ikke mindre end som juridisk embedsmand, forfatter og islandsk patriot har Erichsen fyldt sin plads som bibliotekar. Ved hans tiltrædelse var det Kongelige Biblioteks bogsamling dårlig vedligeholdt og i stor forvirring. Erichsen tog med sin sædvanlige iver fat, ordnede, indbandt, fyldte de manglende huller, påbegyndte katalogarbejdet osv. Selv udgav han en udsigt over den gamle kongelige samlings håndskrifter (1786), hvorved opmærksomheden for første gang henlededes på de mange skatte, deriblandt vigtige oldnordiske håndskrifter, som denne samling indeholder. Men hans personlige arbejden her var så forceret, at den pådrog ham et svært sygdomsanfald, som han ikke senere forvandt.
Forskellige akademiske grader og (1764) et tilbud om pladsen som hovmester for arveprinsen bevægede hans beskedenhed og strenge selvkritik ham til at afslå.